# Crayères de Reims
 (octobre 2024).
La mise en forme du texte ne suit pas les recommandations de Wikipédia : il faut le « wikifier ».
Les points d'amélioration suivants sont les cas les plus fréquents. Le détail des points à revoir est peut-être précisé sur la page de discussion.
- Les titres sont pré-formatés par le logiciel. Ils ne sont ni en capitales, ni en gras.
- Le texte ne doit pas être écrit en capitales (les noms de famille non plus), ni en gras, ni en italique, ni en « petit »…
- Le gras n'est utilisé que pour surligner le titre de l'article dans l'introduction, une seule fois.
- L'italique est rarement utilisé : mots en langue étrangère, titres d'œuvres, noms de bateaux, etc.
- Les citations ne sont pas en italique mais en corps de texte normal. Elles sont entourées par des guillemets français : « et ».
- Les listes à puces sont à éviter, des paragraphes rédigés étant largement préférés. Les tableaux sont à réserver à la présentation de données structurées (résultats, etc.).
- Les appels de note de bas de page (petits chiffres en exposant, introduits par l'outil «  Source ») sont à placer entre la fin de phrase et le point final[comme ça].
- Les liens internes (vers d'autres articles de Wikipédia) sont à choisir avec parcimonie. Créez des liens vers des articles approfondissant le sujet. Les termes génériques sans rapport avec le sujet sont à éviter, ainsi que les répétitions de liens vers un même terme.
- Les liens externes sont à placer uniquement dans une section « Liens externes », à la fin de l'article. Ces liens sont à choisir avec parcimonie suivant les règles définies. Si un lien sert de source à l'article, son insertion dans le texte est à faire par les notes de bas de page.
- La présentation des références doit suivre les conventions bibliographiques. Il est recommandé d'utiliser les modèles {{Ouvrage}}, {{Chapitre}}, {{Article}}, {{Lien web}} et/ou {{Bibliographie}}. Le mode d'édition visuel peut mettre en forme automatiquement les références.
- Insérer une infobox (cadre d'informations à droite) n'est pas obligatoire pour parachever la mise en page.

Pour une aide détaillée, merci de consulter Aide:Wikification.
Si vous pensez que ces points ont été résolus, vous pouvez retirer ce bandeau et améliorer la mise en forme d'un autre article.
 (février 2025).
Les Crayères de Reims sont un vaste réseau de galeries souterraines creusées dans la craie sous la ville de Reims et ses environs.
Elles sont majoritairement établies sous la colline Saint-Nicaise de Reims.
Utilisées à diverses fins depuis des siècles, elles constituent un patrimoine à la fois historique, culturel et industriel de la région, notamment pour la production du champagne et durant les conflits armés.

## Extraction de la craie

### Origine et formation
La craie des crayères trouve son origine dans des périodes géologiques anciennes. La craie est une roche sédimentaire constituée principalement de carbonate de calcium, formée il y a environ 70 millions d’années à l’époque du Crétacé. Elle est présente en abondance sous la région de Reims et a été exploitée par l’homme depuis l’époque romaine pour divers usages.

### Méthodes d'extraction
L'extraction de la craie à Reims commence dès l'époque gallo-romaine, puis s'intensifie au fil des siècles.
La méthode utilisée pour l'extraction était le creusement manuel à l'aide d'outils rudimentaires tels que des pics et des pelles. On commençait par créer un puits ou « essort » en terme champenois, qui s’élargissait en descendant jusqu’à sa base pour avoir une forme de bouteille appelée "catiche".
Les ouvriers, appelés "craÿeux", découpaient la craie en blocs, qu'ils transportaient ensuite à la surface. Ils marquaient leurs blocs d’un sceau personnel pour être rémunérés, car ils étaient payés à la tâche. Les crayères se présentent sous la forme de cavités profondes, souvent à plusieurs dizaines de mètres sous terre, avec des voûtes élevées atteignant parfois 30 mètres de hauteur. Ce travail minier a permis la création d’un réseau complexe de galeries et de chambres souterraines.

### Fin d'exploitation
En fin d'exploitation, le « goulot » du puits en forme de bouteille était scellé par une voûte en encorbellement de pierres sèches reposant normalement sur la craie franche. Cette voûte était ensuite recouverte de quelques dizaines de centimètres de terre.
Après, la guerre 14-18, une partie des puits a été comblée par les gravats du déblaiement des ruines résultant des bombardements.

### Utilisations de la craie
La craie extraite a été utilisée dans la construction, notamment pour les bâtiments de Reims et des environs. Elle servait également de matière première pour la fabrication de chaux vive, utilisé comme liant indispensable à la construction avant l’apparition du ciment, et pour des applications agricoles comme amendement pour les sols. Elle était également utilisée pour blanchir les étoffes.

## Les crayères et le champagne

### Histoire de l'utilisation pour le champagne
À partir du XVIIIe siècle, avec l’essor de la production de champagne dans la région, les crayères de Reims trouvent une nouvelle utilité. Les producteurs de champagne, en quête d’un lieu de stockage adapté aux exigences de maturation du vin effervescent, utilisent les crayères en raison de leurs caractéristiques exceptionnelles. La température constante de 10 à 12 °C, l'humidité élevée et l’obscurité offrent des conditions idéales pour l'élevage des vins de champagne.

### Les grandes maisons de champagne
C’est Charles Heidsieck qui en est le précurseur en 1867, lorsqu’il acquiert 4 km de caves à 30 m de profondeur sous le sol de Reims, composé de 48 crayères.
C’est à partir du XIXe siècle que les grandes maisons de champagne, telles que Veuve Clicquot, Taittinger et Ruinart, investissent les crayères pour y entreposer leurs bouteilles. Aujourd’hui encore, ces crayères abritent des millions de bouteilles qui y vieillissent pendant plusieurs années.
Toutes les caves des maisons de champagne ne sont pas d’anciennes crayères, mais peuvent être issues de travaux d’agrandissement ou de rectification. Louise Pommery avait fait creuser des kilomètres de galeries souterraines pour en relier plus d’une centaine.

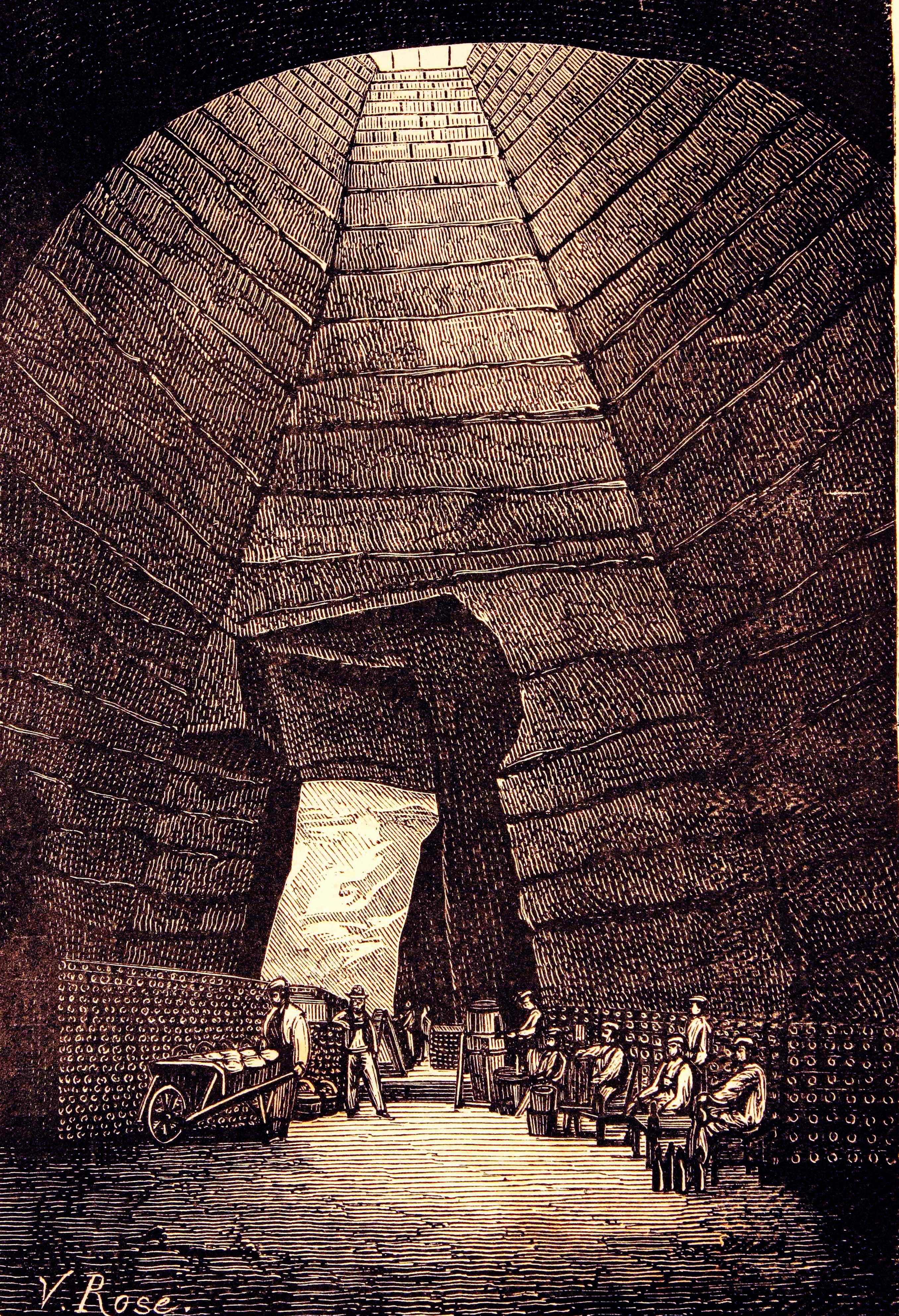
Crayères de Reims.
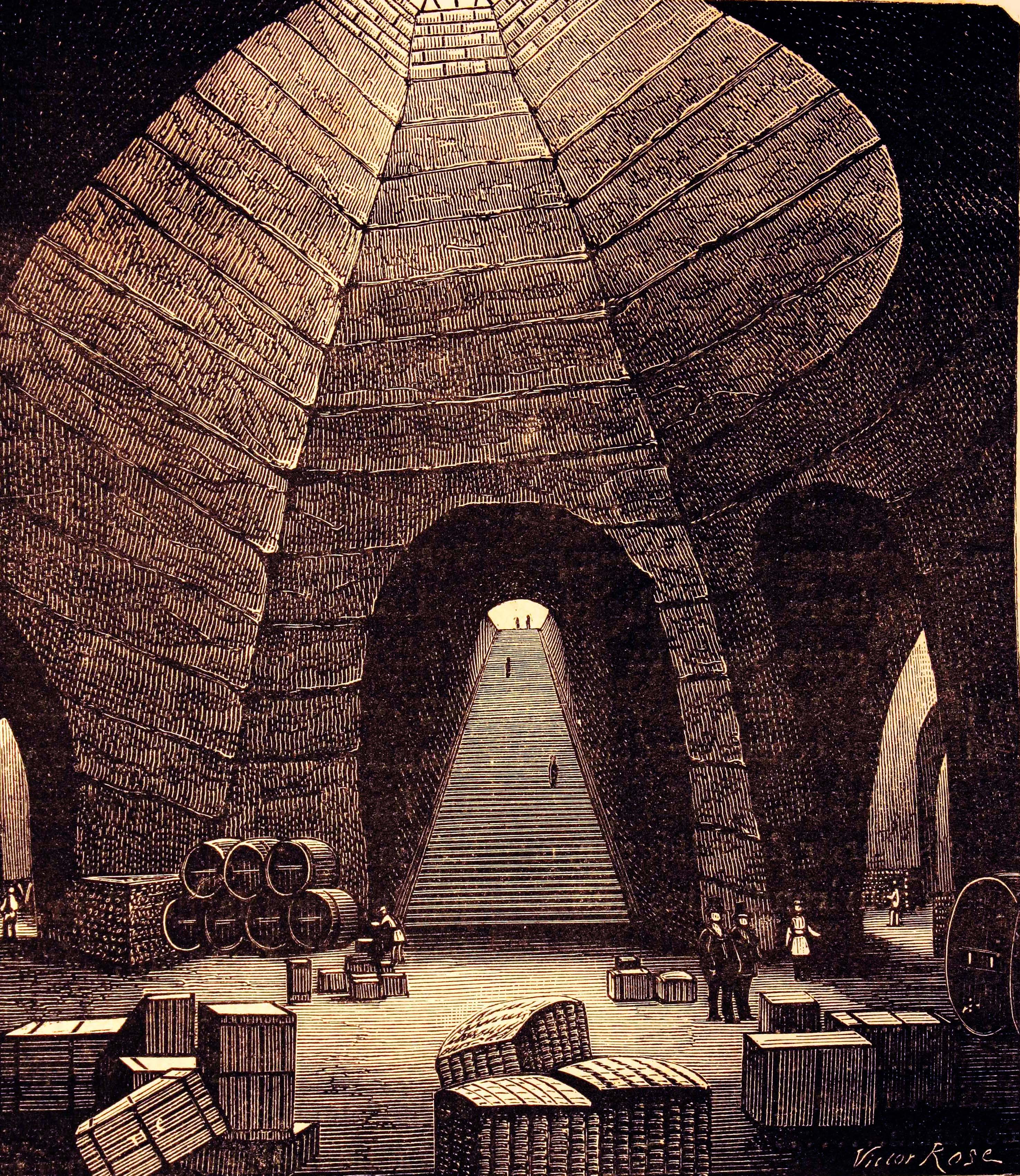
Crayères de Reims.

Pour valoriser les crayères et valoriser indirectement le vin de champagne, les maisons de champagne font réaliser des œuvres taillés directement dans la craie des crayères.

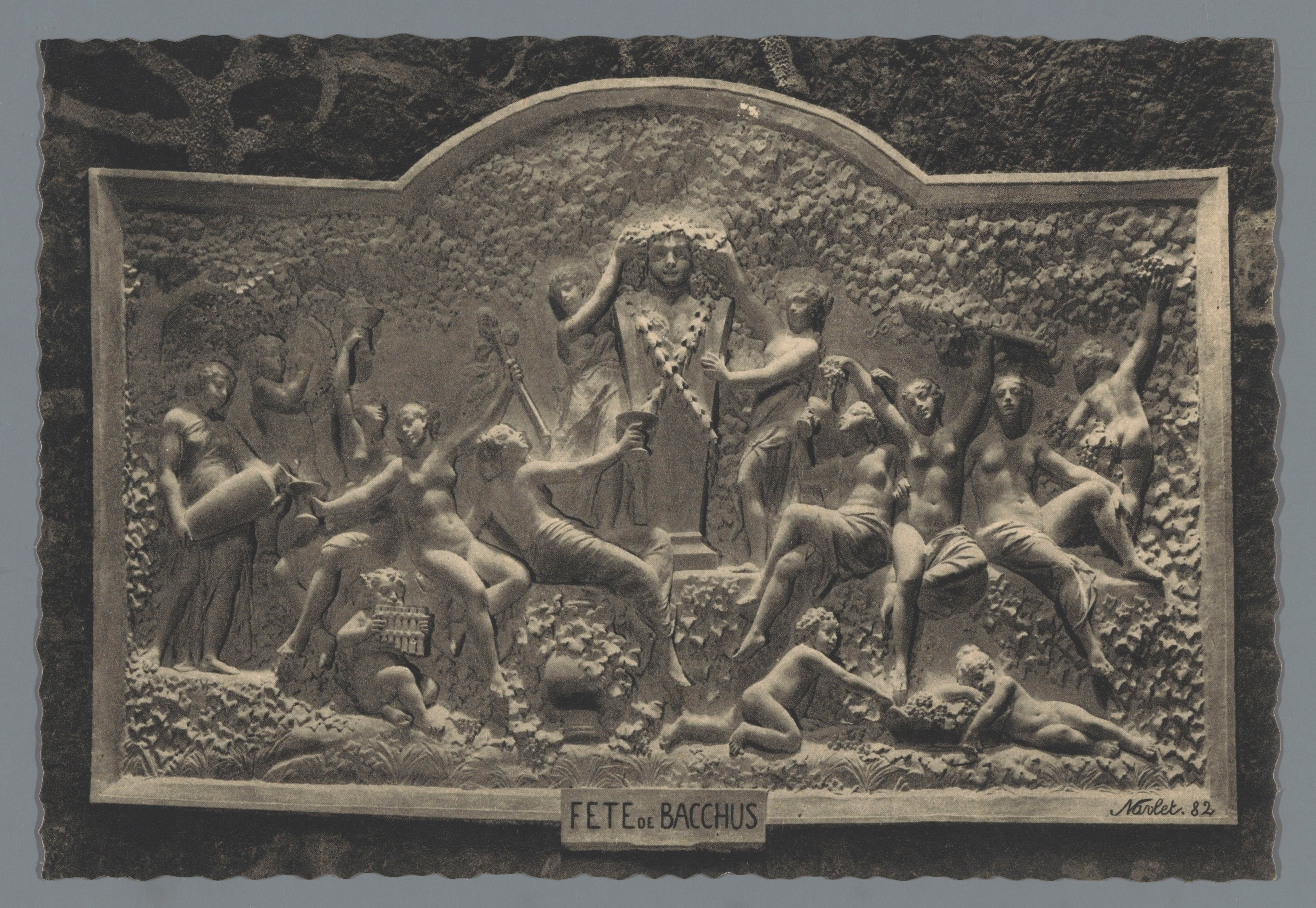
Fête de Bacchus de Gustave Navlet.

## Utilisation des crayères pendant les guerres

### Crayères pendant la Première Guerre mondiale
Pendant la Première Guerre mondiale, les crayères de Reims ont servi d’abri pour les civils et les soldats. En 1914-1918, Reims se trouvant sur la ligne de front, de nombreuses galeries furent utilisées comme refuges anti-bombardement et postes de commandement.
Les soldats français, mais aussi américains, y ont laissé des graffitis, encore visibles aujourd'hui, qui témoignent de leur présence dans ces lieux souterrains.

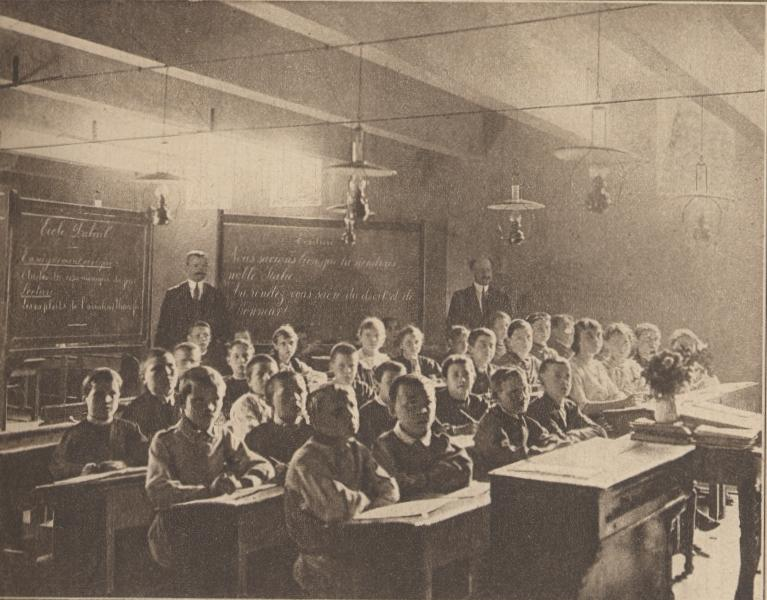
Ecole souterraine à Reims en 1916.
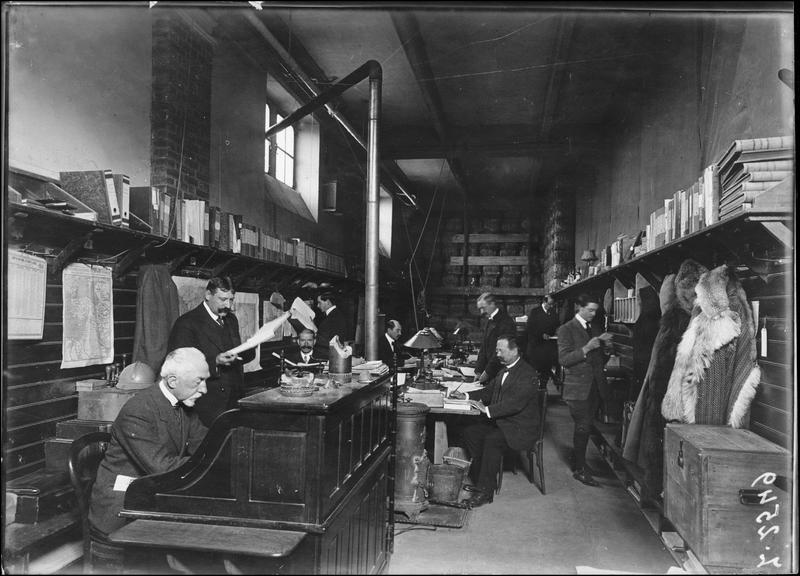
Bureau provisoire dans les caves Pommery.
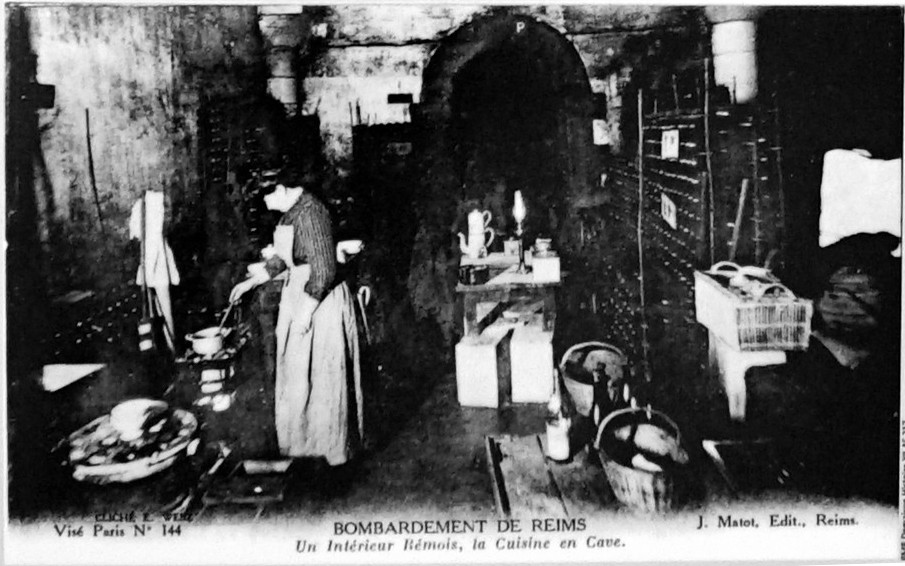
La cuisine dans les caves.

### Seconde Guerre mondiale
Au cours de la Seconde Guerre mondiale, les crayères de Reims furent à nouveau utilisées comme abri pendant les bombardements. Les habitants de Reims, dont la ville fut lourdement endommagée, se réfugiaient dans ces vastes souterrains pour échapper aux raids aériens.

### Les crayères aujourd'hui
Aujourd’hui, les crayères de Reims sont un symbole du patrimoine rémois. Certaines sont ouvertes au public, offrant des visites guidées qui permettent de découvrir à la fois l’histoire de l’extraction de la craie, les secrets de l’élaboration du champagne, ainsi que le rôle joué par ces souterrains pendant les guerres mondiales.
Leur présence contribue également à la réputation mondiale de Reims comme capitale du champagne.

## Surveillance des crayères
Le service des risques majeurs de la ville de Reims a la gestion de l’urbanisme souterrain.
Environ 100 km de galeries sont connus et re-cartographiées grace aux travaux immobiliers et aux affaissements. Les archives historiques de la ville de Reims ont brulé accidentellement en 1914 avant la guerre. 
Régulièrement des affaissements apparaissent dans la ville de Reims.
Les constructions nécessitent des recherches avant lancement des chantiers, voire des consolidations par des pieux.

## Label
Les caves souterraines, dans les anciennes crayères constitutives des unités de production des maisons de champagne, sont reprises comme faisant partie d’un bien inscrit sur la liste du patrimoine mondial sous le titre « Coteaux, maisons et caves de Champagne ».